# Aron Boks

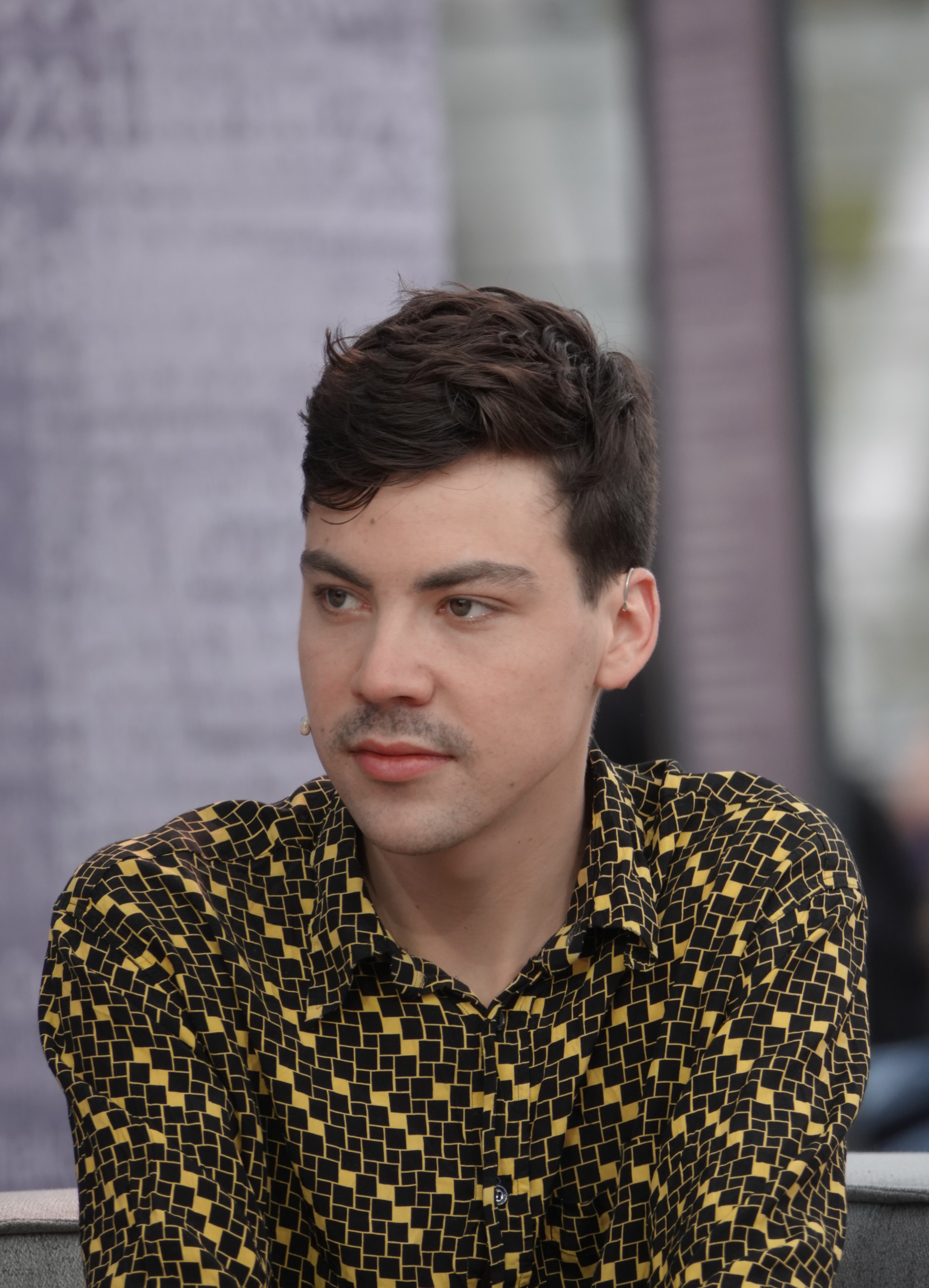
Aron Boks (2023)

Aron Boks (* 14. Mai 1997 in Wernigerode) ist ein deutscher Schriftsteller und Poetry-Slammer.

## Leben und Wirken
2016 begann Boks ein Studium der Germanistik, Geschichtswissenschaft und später der Publizistik an der FU Berlin. Seine Bühnenkarriere begann 2016 mit dem Sieg der Landesmeisterschaft im Poetry-Slam in Magdeburg in der U20-Kategorie und der Stadtmeisterschaft Magdeburg im selben Jahr.
Nach diversen Arbeiten bei geförderten redaktionellen Workshops und der taz am Wochenende schrieb Aron Boks seine erste Erzählung, die im April 2018 im Unsichtbar Verlag erschien und 2019 mit dem Klopstock-Förderpreis für Neue Literatur ausgezeichnet wurde. Im Jahr 2019 erschien sein autobiografisches Buch Luft nach unten, das Magersucht, vor allem bei Männern, thematisiert.
Zudem moderiert er Poetry Slams und andere Veranstaltungen in Sachsen-Anhalt, Brandenburg und Berlin und ist zusammen mit dem Musiker Jonathan Schmitz Begründer der Band Das zappelnde Tanzorchester. Er ist Gründungsmitglied des PEN Berlin.
Der DDR-Künstler Willi Sitte war sein Urgroßonkel. Im Oktober 2023 berichtete Aron Boks für die Berliner Tageszeitung taz von der Frankfurter Buchmesse.

## Werke
- 2017: Mittwochskind, Unsichtbar Verlag, Diedorf (Edition kleinLAUT / Minibücher für Erwachsene), ISBN 978-3-95791-063-9.
- 2017: Miese Zeiten, Literareon, München, ISBN 978-3-8316-2021-0.
- 2017: Miese Zeiten, Hörbuch, Unsichtbar Verlag, Diedorf.
- 2018: Und über allem Rauch, Verstreute Gedichte, Gonzo Verlag, Mainz, ISBN 978-3-944564-40-1.
- 2018: Dieses Zimmer ist bereits besetzt, Unsichtbar Verlag, Diedorf, ISBN 978-3-95791-081-3.
- 2018: Dieses Zimmer ist bereits besetzt, Hörbuch, Unsichtbar Verlag, Diedorf.
- 2019: Luft nach Unten. Wie ich mit meiner Magersucht zusammenkam und mit ihr lebte. Schwarzkopf & Schwarzkopf, Berlin, ISBN 978-3-86265-777-3.
- 2022: Nackt in die DDR – Mein Urgroßonkel Willi Sitte und was die ganze Geschichte mit mir zu tun hat, HarperCollins, Hamburg, ISBN 978-3-365-00310-7. (auch als Hörbuch erschienen, ISBN 978-3-365-00410-4.)

Anthologiebeiträge
- Jagd in Stephanie Mattner (Hrsg.): Trümmerseele. Sternenblick, Berlin 2015, ISBN 978-3-7392-1053-7.
- Philipp in Renate Maria Riehemann (Hrsg.): Und dann ist das Kaninchen gestorben. Geest Verlag, 2016, ISBN 978-3-86685-577-9.

Als Herausgeber
- 2019: Aron Boks, Wolf Hogekamp, Noah Klaus: Komma zum Punkt! Slamtexte aus der Hauptstadt, SATYR Verlag, Berlin, ISBN 978-3-947106-20-2

## Auszeichnungen
- Stadtmeister 2016 des Poetry Slams Magdeburg
- U20-Landesmeister 2016[10] des Poetry Slams Sachsen-Anhalt[11]
- Klopstock-Förderpreis 2019 für Dieses Zimmer ist bereits besetzt
- Uwe Kaschinski - Preis 2020 für Wie die Taube aus dem U-Bahnhof der Linie 6 beinahe die Revolution begonnen hätte